# 11월 13일
11월 13일은 그레고리력으로 317번째(윤년일 경우 318번째) 날에 해당한다.

## 사건
- 1945년 - 에티오피아, 파나마 유엔 가입
- 1970년 - 평화시장의 재단사이자 노동운동가 전태일이 '근로기준법' 책을 불태우며 분신자살하였다.
- 1982년 - 권투 선수 김득구가 레이 맨시니와 경기를 치렀다. 이 경기 도중 혼수상태에 빠져 4일 후 사망했다.
- 1985년 - 콜롬비아 루이스 화산(Nevado Del Ruiz)이 폭발, 화산이류로 2만5천여 명의 사망자가 발생했다.
- 1994년 - 스웨덴, 국민투표로 유럽 연합 가입을 결정하다.
- 2007년 - 미국 라스베이거스의 뉴 프론티어 호텔이 발파 해체공법에 의해 철거되었다.
- 2015년 - 파리에서 연쇄 테러 사건이 일어났다.
- 2017년 - 2017년 판문점 조선인민군 병사 귀순 총격 사건이 발생하다.

## 문화
- 2001년 - TBN 원주교통방송 개국.
- 2001년 - 비틀즈의 컴필레이션 앨범 '1'(원)이 출시되다.
- 2013년 - Outfit7이 마이토킹톰을 출시하다.
- 2023년 - KBO 리그 한국시리즈 5차전에서 LG 트윈스가 kt wiz를 6대 2로 꺾고 시리즈 전적 4승 1패로 1994년 이후 29년만에 통산 3번째 우승을 달성하였다.

## 탄생
- 1125년 - 중국 남송의 시인 육유. (~1210년)
- 1312년 - 잉글랜드의 왕 에드워드 3세. (~1377년)
- 1745년 - 프랑스의 교육자 발랑탱 아우이. (~1822년)
- 1801년 - 프로이센의 왕비 엘리자베트 루도비카 폰 바이에른 왕녀. (~1873년)
- 1814년 - 미국의 군인 조셉 후커. (~1879년)
- 1848년 - 모나코의 대공 알베르 1세. (~1922년)
- 1850년 - 영국의 소설가 로버트 루이스 스티븐슨. (~1894년)
- 1869년 - 일본 제국의 관료, 정치인 미나미 히로시. (~1946년)
- 1885년 - 독일의 군인 알베르트 케셀링. (~1960년)
- 1908년 - 대한민국의 생물학자 석주명. (~1950년)
- 1929년 - 대한민국의 군인, 외교관, 정치인 이상열. (~2006년)
- 1932년 - 미국의 원반던지기 선수 올가 피코토바. (~2024년)
- 1934년 - 중국의 영화배우 나란.
- 1943년 - 대한민국의 정치인 안택수.
- 1946년 - 대한민국의 소설가 한수산.
- 1953년 - 미국의 배우 트레이시 스코긴스.
- 1954년 - 미국의 배우 크리스 노스.
- 1955년
  - 대한민국의 전 배구 선수 김호철.
  - 미국의 영화 배우 우피 골드버그.
- 1956년
  - 대한민국의 미술인, 서양화가 김수환.
  - 미국의 정치인 찰리 베이커.
- 1960년 - 대한민국의 배우 이일재. (~2019년)
- 1962년 - 일본의 소설가 야마모토 후미오. (~2021년)
- 1963년 - 대한민국의 정치인 이해식.
- 1964년 - 대한민국의 배우 이대연.
- 1965년 - 일본의 음악가 파타.
- 1967년
  - 미국의 희극인, 방송인 지미 키멀.
  - 미국의 배우 스티브 잔.
- 1968년
  - 대한민국의 의사 명승권.
  - 대한민국의 영화 미술 감독 류성희.
  - 대한민국의 성우 이윤정.
- 1969년
  - 일본의 성우 아사노 마유미.
  - 스코들랜드의 배우 제라드 버틀러.
- 1970년 - 일본의 전 축구 선수 사이토 히로시.
- 1971년 - 대한민국의 가수, 작사가, 작곡가 심현보.
- 1972년
  - 대한민국의 성우 김기철.
  - 일본의 배우, 가수 키무라 타쿠야. (SMAP)
  - 대한민국의 가수, 뮤지컬 배우 윤영아.
  - 오스트레일리아의 수영 선수 서맨사 라일리.
  - 대한민국의 성우 최정호.
- 1974년 - 대한민국의 성우 김기철.
- 1976년 - 일본의 프로레슬링 선수 다나하시 히로시.
- 1977년
  - 대한민국의 미스코리아, 배우 조혜영.
  - 중국의 배우 황샤오밍.
- 1978년 - 대한민국의 전 야구 선수 손지환.
- 1979년 - 미국의 농구 선수 메타 샌디포드아테스트.
- 1980년
  - 중국의 영화배우 송가.
  - 프랑스의 유도 선수 뱅자맹 다르블레.
- 1982년
  - 대한민국의 가수 금비.
  - 대한민국의 희극인 이지수.
  - 일본의 가수 코다 쿠미.
- 1983년 - 대한민국의 배우 김현준.
- 1984년
  - 대한민국의 연극배우, 작가 김윤희.
  - 스페인의 축구 선수 루카스 바스케스.
  - 미국의 배우, 가수 루커스 그레이빌.
- 1985년 - 대한민국의 전 가수, 배우 이혜빈.
- 1986년
  - 대한민국의 배우 문채원.
  - 대한민국의 배우 한민채.
  - 미국의 야구 선수 조쉬 벨.
  - 일본의 성우 사이토 유카.
  - 헝가리의 펜싱 선수 게메시 처나드.
- 1987년 - 대한민국의 미스코리아, 아나운서 박지영.
- 1988년 - 대한민국의 기상캐스터 배효성.
- 1989년 - 대한민국의 뮤지컬 배우, 영화배우 안재혁.
- 1990년
  - 대한민국의 전 야구 선수 김동은.
  - 대한민국의 승마 선수 황영식.
- 1991년
  - 대한민국의 배우 맹세창.
  - 캐나다의 배우 데번 보스틱.
- 1992년 - 대한민국의 미스코리아 구본화.
- 1993년
  - 미국의 싱어송라이터 줄리아 마이클스.
  - 대한민국의 레이싱 모델 E다연.
- 1994년 - 대한민국의 가수 아일.
- 1995년 - 대한민국의 축구 선수 장철용.
- 1996년
  - 중화인민공화국의 레슬링 선수 팡첸위.
  - 대한민국의 가수 아몽.
- 1997년 - 대한민국의 래퍼 스몰퍼.
- 1998년
  - 대한민국의 가수 나예.
  - 노르웨이의 역도 선수 솔프리드 코안다.
- 1999년 - 대한민국의 축구 선수 김정민.
- 2000년 - 대한민국의 가수 이민욱.
- 2001년
  - 대한민국의 가수 하민.
  - 대한민국의 래퍼 래원.
  - 대한민국의 가수 혜주. (이달의 소녀).
- 2005년 - 프랑스의 축구 선수 래니 요로.
- 2009년 - 대한민국의 영화배우 김수현.

## 사망
- 867년 - 제105대 로마의 교황 교황 니콜라오 1세. (800년~)
- 1868년 - 이탈리아의 오페라 작곡가 조아키노 로시니. (1792년~)
- 1890년 - 영국의 외교관 존 프랜시스 데이비스. (1795년~)
- 1903년 - 프랑스의 화가 카미유 피사로. (1830년~)
- 1934년 - 대한제국의 관료 현은. (1860년~)
- 1963년 - 미국의 야구 선수 머디 루엘. (1896년~)
- 1964년 - 미국의 야구 선수 브리스 로드. (1883년~)
- 1970년 - 대한민국의 노동 운동가 전태일. (1948년~)
- 1974년 - 이탈리아의 영화감독 비토리오 데 시카. (1901년~)
- 2001년 - 대한민국의 군인 임부택. (1919년~)
- 2002년 - 아르헨티나의 축구 선수, 축구 감독 후안 알베르토 스키아피노. (1925년~)
- 2005년 - 미국의 프로레슬링 선수 에디 게레로. (1967년~)
- 2016년
  - 대한민국의 배우 박태경. (1964년~)
  - 미국의 가수 리언 러셀. (1942년~)
- 2017년 - 미국의 야구 선수 보비 도어. (1918년~)
- 2020년 - 영국의 연쇄 살인범 피터 서트클리프. (1946년~)

## 기념일
- 세계 친절의 날(World Kindness Day)

## 같이 보기
- 전날: 11월 12일 다음날: 11월 14일 - 전달: 10월 13일 다음달: 12월 13일
- 음력: 11월 13일
- 모두 보기